# ブラック・ベア (映画)
『ブラック・ベア』（原題:Black Bear）は2020年に公開されたアメリカ合衆国のスリラー映画である。監督はローレンス・マイケル・レヴィン、主演はオーブリー・プラザが務めた。

## 概略
本作は2部構成になっている。アリソンは女優から映画監督に転身したものの、作品に対する評価は伸び悩み、新作のアイデアも出てこないという有り様だった。そこで、アリソンはアディロンダック山地にある貸別荘に行って気分転換を図ることにした。アリソンが別荘に到着すると、管理人夫妻（ゲイブとブレア）が出迎えてくれた。2人の夫婦仲はどうにも上手くいっていないようだったが、その軋みはある日のディナーで剥き出しになった。2人は社会における女性の役割を巡って口論になり、同席していたアリソンが場を収めようとしたものの、却ってぎこちない雰囲気になってしまった。
ここで唐突に場面が転換する。アリソンは第1部に出てきた貸別荘―当然、そこにはゲイブとブレアの姿もあった―で新作映画の撮影を行っており、その撮影も残すところあと僅かとなっていた。第2部のストーリーは映画のなかで映画が製作されるという構造の中で展開され、何がフィクションで何が現実なのかがはっきりしなくなっていく。

## キャスト
- アリソン：オーブリー・プラザ
- ゲイブ：クリストファー・アボット
- ブレア：サラ・ガドン
- モード：リンジー・バージ
- マイク：アレクサンダー・コック
- ノラ：ジェニファー・キム
- シモーヌ：シャノン・オニール
- バーコ：グランサム・コールマン
- カヤ：パオラ・ラザロ
- クリス：ルー・ゴンザレス

## 製作
2019年7月29日、オーブリー・プラザ、クリストファー・アボット、サラ・ガドンの起用が発表された。2020年12月11日、本作のサウンドトラックが発売された。
本作の主要撮影は2019年7月22日にニューヨーク州で始まり、同年8月16日に終了した。

## 公開・マーケティング
2020年1月24日、本作はサンダンス映画祭でプレミア上映された。5月5日、モメンタム・ピクチャーズが本作の全米配給権を獲得したとの報道があった。10月7日、本作のオフィシャル・トレイラーが公開された。

## 評価
本作は批評家から高く評価されている。映画批評集積サイトのRotten Tomatoesには102件のレビューがあり、批評家支持率は87%、平均点は10点満点で7.6点となっている。サイト側による批評家の見解の要約は「ショービジネスの世界におけるクリエイティビティの複雑さを見事に描き出している。『ブラック・ベア』は刺激的な作品であり、他では得られない体験をさせてくれる。また、オーブリー・プラザは絶妙な演技で画面を支配している。」となっている。また、Metacriticには23件のレビューがあり、加重平均値は79/100となっている。